# هولوبيفكا (محافظة دنيبروبيتروفسك)
هولوبيفكا (Голубівка) هي قرية في محافظة دنيبروبيتروفسك في أوكرانيا.